# Бардзруні
Бардзруні (вірм. Բարձրունի) — село в марзі Вайоц-Дзор, на півдні Вірменії. Село розташоване поруч з кордоном з Нахіджеваном, який проходить з півдня. Єдина дорога веде на північ через село Серс. Село розташоване за 23 км на південь від найближчого міста Вайк та за 41 км на південний схід від адміністративного центра марза — Єхегнадзора.